# Psychotria fraterna
Psychotria fraterna är en måreväxtart som beskrevs av Johannes Müller Argoviensis. Psychotria fraterna ingår i släktet Psychotria och familjen måreväxter. Inga underarter finns listade i Catalogue of Life.